# Magyargorbó község
Magyargorbó község (románul: Comuna Gârbău) község Kolozs megyében, Romániában. Központja Magyargorbó, beosztott falvai Magyarnádas, Magyarvista, Sólyomtelke, Türe. 2008 óta Kolozsvár metropolisztérség része.

## Fekvése
A Szamosmenti-hátság délnyugati részén helyezkedik el. Szomszédos községek: északon Középlak és Magyarszentpál, keleten Kisbács és Magyarszentpál, délen Gyalu és Magyarkapus, nyugaton Egeres.

## Népessége
1850-től a népesség alábbiak szerint alakult:
| Lakosok száma | 2731 | 3006 | 3438 | 3877 | 3806 | 3535 | 2782 | 2648 | 2440 | 2133 |
|               | 1850 | 1880 | 1900 | 1930 | 1941 | 1977 | 1992 | 2002 | 2011 | 2021 |

A 2011-es népszámlálás adatai alapján a község népessége 2440 fő volt, melynek 48,77%-a román, 44,34%-a magyar  és 4,02%-a roma Vallási hovatartozás szempontjából a lakosság 45,61%-a ortodox, 41,39%-a református, 4,63%-a görög rítusú római katolikus, 1,89%-a baptista, 1,39%-a hetednapi adventista és 1,02%-a római katolikus.

## Nevezetességei
A község területéről az alábbi épületek szerepelnek a romániai műemlékek jegyzékében:
- a magyargorbói Lészay-kúria (LMI-kódja CJ-II-m-B-07619)
- a magyargorbói Szent arkangyalok fatemplom (CJ-II-m-B-07618)
- a magyarnádasi Lészai–Filip-kúria (CJ-II-m-B-07719)
- a magyarvistai református templom (CJ-II-a-B-07811)
- a türei Bánffy-kúria (CJ-II-m-B-07802)

## Híres emberek
- Magyarvistán születtek Mátyás István Mundruc (1911–1977) táncművész, Vistai András János (1926– 2006)  szerkesztő, műfordító.